# Hans Peter Blochwitz
Hans Peter Blochwitz (* 28. September 1949 in Garmisch-Partenkirchen) ist ein deutscher Opernsänger (lyrischer Tenor), der nach spätem Einstieg eine internationale Karriere machte.

## Leben
Blochwitz erhielt Gesangsunterricht bei Elisabeth Fellner Köberlein in Mainz. Während seiner Tätigkeit als Diplom-Ingenieur für Datentechnik an der TU Darmstadt gab er nebenberuflich erste Konzerte als Tenor. Im Alter von 35 Jahren entschloss sich Blochwitz 1984, den Gesang zum Hauptberuf zu machen. Gleich das erste Vorsingen an der Oper Frankfurt machte einen solchen Eindruck, dass er für die Rolle des Lenski in der Oper Eugen Onegin von Peter Tschaikowski engagiert wurde. In Frankfurt wurde er von Erna Westenberger unterrichtet. Bereits 1985 holte ihn Claudio Abbado zu einer szenischen Aufführung von Johann Sebastian Bachs Matthäus-Passion an die Mailänder Scala.
1987 feierte Blochwitz sein USA-Debüt ebenfalls in der Rolle des Evangelisten der Matthäus-Passion in einer Aufführung mit dem Chicago Symphony Orchestra unter Leitung von Georg Solti. Nach einem Engagement in San Francisco 1989 in der Rolle des Don Ottavio in Mozarts Don Giovanni wurde er 1990 in derselben Partie auch an die Metropolitan Opera nach New York verpflichtet. Fortan war er beiderseits des Atlantiks ein gefragter Tenor, der mit den größten Dirigenten seiner Zeit zusammenarbeitete, so mit James Levine, Riccardo Chailly, John Eliot Gardiner, Kurt Masur, Neville Marriner und Nikolaus Harnoncourt. In Europa trat der lyrische Tenor unter anderem in Wien, Brüssel, Paris (sowohl Opéra Bastille als auch Théâtre du Châtelet), Genf, Zürich, Amsterdam, London (Covent Garden und Wigmore Hall), Lissabon und beim internationalen Sommerfestival von Aix-en-Provence auf.
Neben der Operntätigkeit widmete sich Blochwitz während seiner ganzen Karriere auch dem Gesang in Oratorien und Konzerten sowie dem Kunstlied. Dabei interpretierte er Werke etwa von Johann Sebastian Bach, Georg Friedrich Händel, Claudio Monteverdi, Joseph Haydn, Robert Schumann, Franz Schubert und Wolfgang Amadeus Mozart ebenso wie moderne Musikstücke von Alexander Zemlinsky, Benjamin Britten oder Hans Werner Henze. Hans Peter Blochwitz sang zahlreiche CDs ein, wobei solistisch vor allem Hans Zenders Bearbeitung von Franz Schuberts Winterreise hervorsticht. Mit diesem Werk wurde Blochwitz zu allen großen europäischen Festivals eingeladen.
Seit dem Wintersemester 2000/2001 hat Hans Peter Blochwitz eine Professur an der Hochschule der Künste Bern. Er wohnt in Darmstadt.

## Partien (Auswahl)
- Don Giovanni (Wolfgang Amadeus Mozart): Don Ottavio
- Die Entführung aus dem Serail (Wolfgang Amadeus Mozart): Belmonte
- La clemenza di Tito (Wolfgang Amadeus Mozart): Tito
- Cosi fan tutte (Wolfgang Amadeus Mozart): Ferrando
- Capriccio (Richard Strauss) Flamand
- Der junge Lord (Hans Werner Henze): Wilhelm
- Eugen Onegin (Peter Tschaikowski): Lenski
- Der Barbier von Sevilla (Gioachino Rossini): Graf Almaviva
- L’Elisir d’amore (Gaetano Donizetti): Nemorino

## Diskografie (Auswahl)
- Weihnachts-Oratorium von Johann Sebastian Bach, The Monteverdi Choir und The English Baroque Soloists unter Leitung von John Eliot Gardiner, mit Hans Peter Blochwitz, Nancy Argenta, Anthony Rolfe Johnson, Anne Sofie von Otter, Olaf Bär. Polydor 1987
- Mozart Requiem, Kyrie KV 341 von Wolfgang Amadeus Mozart, The Monteverdi Choir und The English Baroque Soloists unter Leitung von John Eliot Gardiner, mit Hans Peter Blochwitz, Barbara Bonney, Anne Sofie von Otter, Willard White. Decca 1987
- Matthäus-Passion von Johann Sebastian Bach, Chicago Symphony Chorus and Chicago Symphony Orchestra unter Leitung von Sir Georg Solti, mit Anne Sofie von Otter, Anthony Rolfe Johnson, Hans Peter Blochwitz, Kiri Te Kanawa, Olaf Bär, Tom Krause. 3 CDs, Decca 1991
- Motetten von Anton Bruckner, Hans Peter Blochwitz mit dem Freiburger Vokalensemble unter der Leitung von Wolfgang Schäfer. Christophorus Entree 1993
- Schuberts Winterreise von Hans Zender, Hans Peter Blochwitz mit dem Ensemble Modern, RCA Red Seal (Sony Music), 1995
- Italienisches Liederbuch von Hugo Wolf. Hans Peter Blochwitz und Christiane Oelze mit Rudolf Jansen (Piano). Berlin Classics (Edel) 2003
- Die schöne Magelone von Johannes Brahms, mit Hans Peter Blochwitz, Cornelia Froboess (Erzählerin) und Eric Schneider (Klavier). Berlin Classic (Edel) 2004
- Zemlinsky: Lieder von Alexander Zemlinsky, mit Hans Peter Blochwitz, Barbara Bonney, Anne Sofie von Otter, Andreas Schmidt und am Piano Cord Garben. Brilliant Classics (Edel) 2009
- Die Zauberflöte von Wolfgang Amadeus Mozart. Gesamtaufnahme mit Chor und Orchester des Opernhauses Zürich unter Leitung von Nikolaus Harnoncourt, mit Hans Peter Blochwitz, Matti Salminen, Thomas Hampson, Edita Gruberová, Barbara Bonney, Anton Scharinger, Edith Schmidt und anderen. Doppel-CD, Warner Classics 2009